# Cariñena
Cariñena é um município da Espanha na província de Saragoça, comunidade autónoma de Aragão. Tem 82,5 km² de área e em 2021 tinha 3 370 habitantes (densidade: 40,8 hab./km²).

## Demografia
| Variação demográfica do município entre 1991 e 2004 | Variação demográfica do município entre 1991 e 2004 | Variação demográfica do município entre 1991 e 2004 | Variação demográfica do município entre 1991 e 2004 |
| --------------------------------------------------- | --------------------------------------------------- | --------------------------------------------------- | --------------------------------------------------- |
| 1991                                                | 1996                                                | 2001                                                | 2004                                                |
| 2877                                                | 2852                                                | 3196                                                | 3500                                                |